# Route nationale 2 (Congo-Brazzaville)
Pour les articles homonymes, voir N2 et Route nationale 2.
La route nationale 2 (RN2) est une route nationale de la république du Congo reliant la capitale, Brazzaville, à Ouesso.
Communément appelée route du Nord, elle se déploie sur 830 km. Le trafic des passagers et des marchandises y est intense de jour comme de nuit.

## Tronçons
Longue d'environ 830 km, elle comprend cinq tronçons :
- Brazzaville - Gambona (306,28 km)
- Gambona - Oyo (95,71 km)
- Oyo - Owando (106,61 km)
- Owando - Makoua (69,93 km)
- Makoua - Ouesso (252,12 km).